# Tanaxuri
Tanaxuri är en ort i Mexiko.   Den ligger i kommunen Uruapan och delstaten Michoacán de Ocampo, i den södra delen av landet, 300 km väster om huvudstaden Mexico City. Tanaxuri ligger 1 702 meter över havet och antalet invånare är 292.
Terrängen runt Tanaxuri är huvudsakligen kuperad, men österut är den platt. Runt Tanaxuri är det tätbefolkat, med 286 invånare per kvadratkilometer. Närmaste större samhälle är Uruapan, 4,6 km öster om Tanaxuri. I omgivningarna runt Tanaxuri växer huvudsakligen savannskog.